# Кинтеро, Карлос (велогонщик)
Карлос Кинтеро (исп. Carlos Julián Quintero Norena, род. 5 марта 1986 — колумбийский профессиональный шоссейный велогонщик, выступающий c 2012 года за команду Colombia. В 2014 году принимал участие в Джиро д'Италия, также выходил на старт Вуэльта Испании в 2015 году.

## Главные победы
| 2012 - 1-й Горная классификация — Четыре дня Дюнкерка 2015 - 1-й Горная классификация — Тиррено — Адриатико - Самый агрессивный гонщик на 14 этапе Вуэльта Испании |

## Статистика выступлений наГранд Турах
| Гранд Тур | 2012 | 2013 | 2014 | 2015 |
| --------- | ---- | ---- | ---- | ---- |
| Джиро     | —    | сход | 117  | —    |
| Тур       | —    | —    | —    | —    |
| Вуэльта   | —    | —    | —    | 92   |